# Cooper Car Company
Cooper Car Company est une écurie de course automobile fondée par Charles et John Cooper. Charles a commencé à construire des monoplaces de course dans un petit garage de Surbiton dans le Surrey avant que son fils ne le rejoigne pour fonder leur officine en 1953.
Cooper, en tant qu'écurie officielle, a participé notamment à 115 Grands Prix de Formule 1 entre 1953 et 1968 et remporté le championnat du monde des constructeurs en 1959 et 1960, permettant, ces deux années, au pilote Jack Brabham de remporter le championnat du monde des pilotes.
L'écurie Cooper a inscrit un total de 342 points en championnat, obtenu douze victoires, six pole positions et dix meilleurs tours en course.
Les monoplaces Cooper ont également été engagées par de nombreuses écuries privées, dont le Rob Walker Racing Team qui a remporté quatre victoires en championnat du monde de Formule 1. Au total, les monoplaces Cooper (officielles et privées) ont inscrit 58 podiums, seize victoires, onze pole positions et quatorze meilleurs tours en course.

## Historique

### Cooper avant Cooper

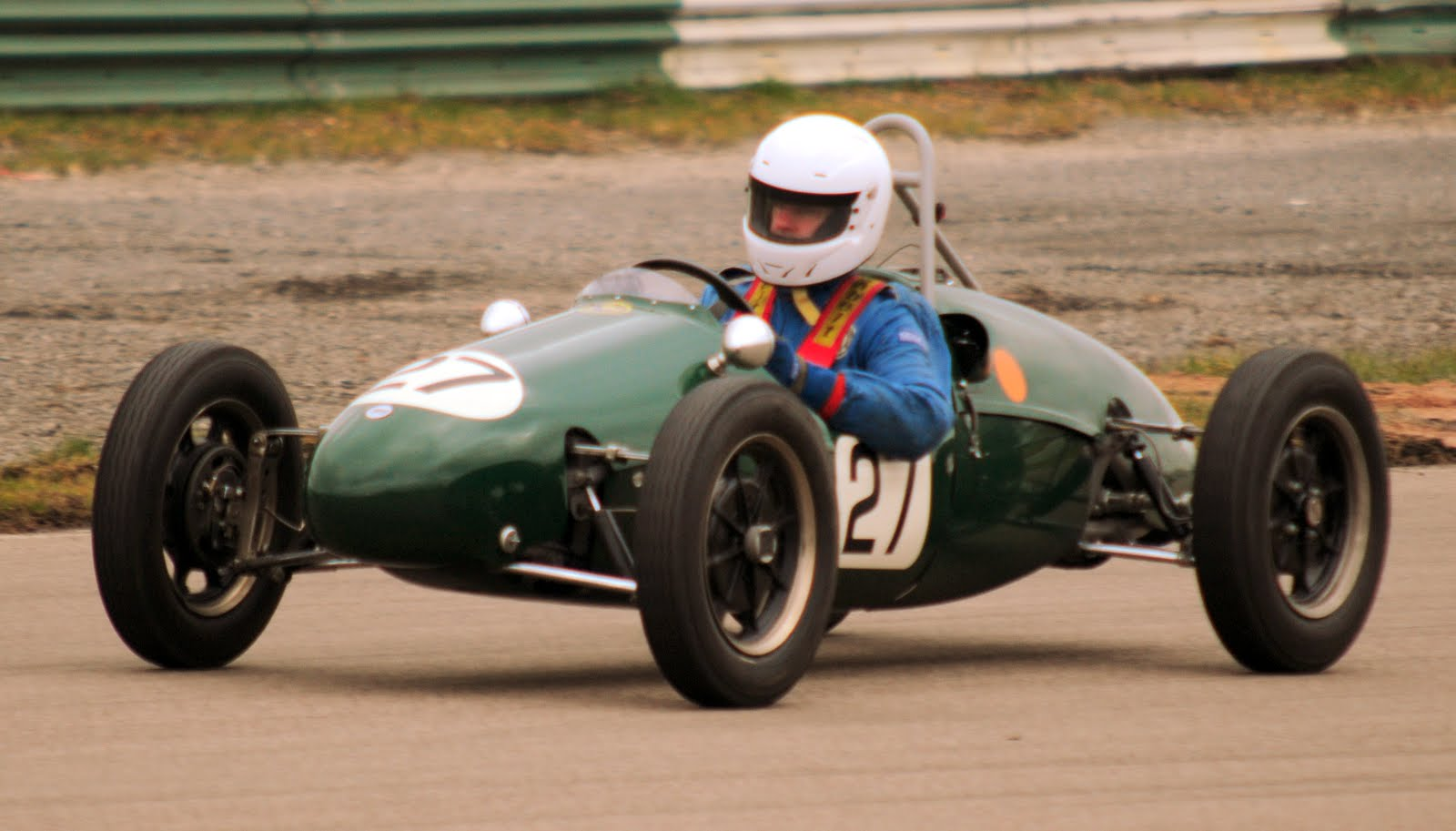
Une Cooper 500 de Formule 3 à Mallory Park en 2010.

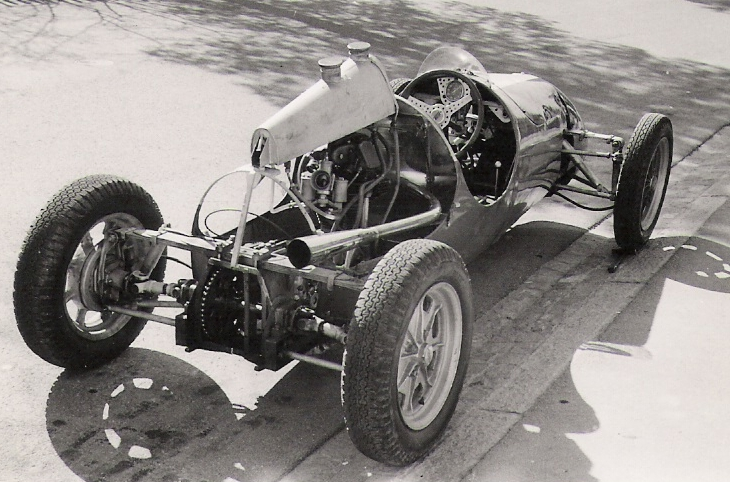
Une Cooper 500 à moteur Norton.

Charles Cooper, mécanicien automobile qui fut durant plusieurs années le principal metteur au point du fameux pilote anglais Kaye Don, décide dès 1946 de concevoir une monoplace pour son fils John, apprenti mécanicien depuis qu'il a quitté l'école à quinze ans, qui a des velléités de devenir coureur automobile. La première monoplace construite dans le modeste garage familial de Surbiton, est une 500 cm3 destinée à John Cooper et son ami Eric Brandon. Le châssis, très compact et léger, utilise des pièces de Fiat Topolino et la voiture est motorisée par un monocylindre JAP de motocyclette. Le fait que le groupe-propulseur provienne d'une moto conduit Charles Cooper à le disposer en position centrale-arrière afin de conserver la transmission par chaîne. Ainsi, dès sa première réalisation, Cooper révolutionne la conception des monoplaces de course en disposant le moteur derrière le pilote.
La petite Cooper 500, relativement bon marché, est pratiquement la seule voiture de course neuve qu'on puisse acquérir à l'époque. Elle devient rapidement la machine préférée des aspirants pilotes privés britanniques (les « privateers ») notamment Stirling Moss, Peter Collins et même Bernie Ecclestone. Les 500 sont engagées dans des courses de côte et sur circuit dans la nouvelle catégorie Formule 3, créée juste après la guerre. Preuve de leur succès, des centaines de ces mini-voitures (réalisées en onze variantes), sont produites jusqu'en 1957 malgré les nombreuses imitations inspirées du nouveau concept « tout à l'arrière ». Certaines seront équipées d'un monocylindre de 500 cm3 Norton au lieu du JAP, et d'autres, destinées à la catégorie Formule B, du V-Twin JAP de 1 000 cm3. Les Cooper 500 remportent 64 courses d'importance sur les 78 où elles sont engagées et sont à l'origine de la première Cooper de Formule 1.
La première Cooper de F1, la Cooper T12, a la particularité d'être propulsée par un moteur JAP V2 de 1 100 cm3 initialement destiné à la course de motocyclettes. La T12 fait ses débuts en compétition au Grand Prix de Monaco 1950 et est confiée à Harry Schell. Si Cooper révolutionne le monde de la Formule 1 en implantant son petit moteur V2 à l'arrière de la monoplace, il n'a pas le loisir de démontrer le bien-fondé de sa démarche puisque Schell ne réussit pas à établir de temps en qualification et s'élance donc de la dernière place sur la grille. De plus il est impliqué (comme huit autres pilotes) dans l'énorme carambolage du premier tour provoqué par Giuseppe Farina. Cooper, échaudé par cette expérience, quitte la compétition et ne retrouve le chemin de la Formule 1 qu'en 1952.
En 1952, Cooper fait son retour en championnat du monde avec la T20 désormais motorisée par un Bristol (ex-BMW) 6 cylindres en ligne. Les résultats sont rapidement au rendez-vous puisque Alan Everest Brown se classe cinquième du Grand Prix de Suisse puis sixième en Belgique. Le pilote britannique Mike Hawthorn termine quant à lui quatrième en Belgique et aux Pays-Bas et réussit même l'exploit de se classer troisième lors de son Grand Prix national.

### Naissance de la Cooper Car Company
En 1953, John Cooper rejoint son père dans l'atelier familial et la Cooper Car Company est créée. À la T20 succède la T23, toujours mue par un Bristol et confiée à de nombreux pilotes privés qui ne parviennent pas à la faire briller en championnat du monde. Un nouveau châssis, la Cooper Special, (toujours conçu par Owen Maddock (en)) est mis à disposition de Stirling Moss lors des Grands Prix de France, Grande-Bretagne et Allemagne. La Spécial dispose d'un moteur Alta de 1 970 cm3 à 4 cylindres en ligne qui développe 150 chevaux. Moss est contraint à l'abandon en France, déclare forfait en Grande-Bretagne mais termine sixième en Allemagne. La petite motorisation Alta semble supérieure à l'encombrant Bristol et une T24-Alta est même construite pour Peter Whitehead qui termine neuvième du Grand Prix de Grande-Bretagne.

### 1954/1957: présence limitée en Formule 1

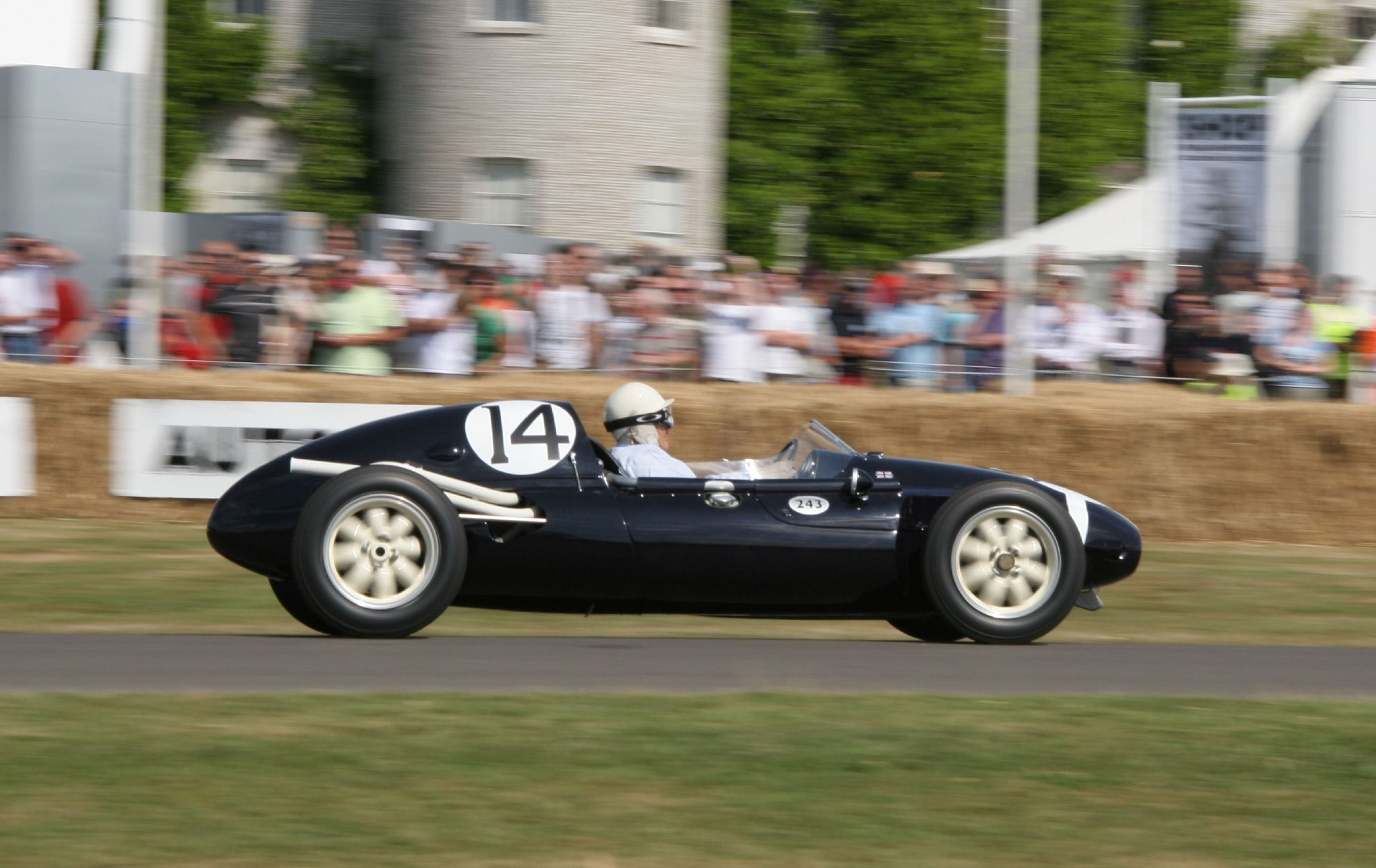
La Cooper-Climax T43 de 1957

En 1954, les Cooper ne sont engagées que pour leur Grand Prix national et encore, il s'agit de vieilles T23-Bristol et T24-Alta confiées à des gentlemen-drivers qui ne se qualifient qu'en fond de grille et dont le plus doué, Bob Gerard, ne parvient qu'à décrocher une dixième place finale.
En 1955, Jack Brabham demande à Owen Maddock (en) de l'aider à concevoir un nouveau modèle qui est dénommé T40. Cette monoplace est destinée à disputer le Grand Prix de Grande-Bretagne aux mains du pilote australien et dispose d'une carrosserie de type « space frame » (structure tubulaire) avec carénage intégral qui englobe les roues avant et arrière. La T40-Bristol ne permet à Brabham qu'une qualification en 25e et dernière position sur la grille à 27 secondes du « pole man » Stirling Moss. Brabham abandonne au tiers de l'épreuve sur bris de soupape et la T40 ne sera jamais plus engagée en Formule 1.
En 1956, Bob Gerard, engage sa T23 à bout de souffle pour son Grand Prix national et, s'il fait une belle course en gagnant onze places par rapport à sa position sur la grille, ne se classe toutefois que onzième de l'épreuve. En 1957, Owen Maddock crée deux nouveaux modèles, la T43-Climax et la T44-Bristol. La T44 est engagée par Gerard (qui s'est enfin débarrassé de son antique T23) au Grand Prix de Grande-Bretagne et lui permet de terminer l'épreuve à la sixième place alors qu'il n'était que dix-huitième sur la ligne de départ. Mais la vraie révolution va avoir lieu avec le modèle T43 qui dispose d'une formidable motorisation Coventry Climax. Brabham termine quatrième du Grand Prix de Monaco, Mac Dowell est 7e en France, Roy Salvadori 5e en Grande-Bretagne. Les Cooper, conscients d'avoir conçu désormais une machine capable d'obtenir des résultats en championnat du monde décident alors de s'investir pleinement en Formule 1 d'autant plus que le championnat du monde des constructeurs est instauré en 1958.

### 1958: objectif champion du monde

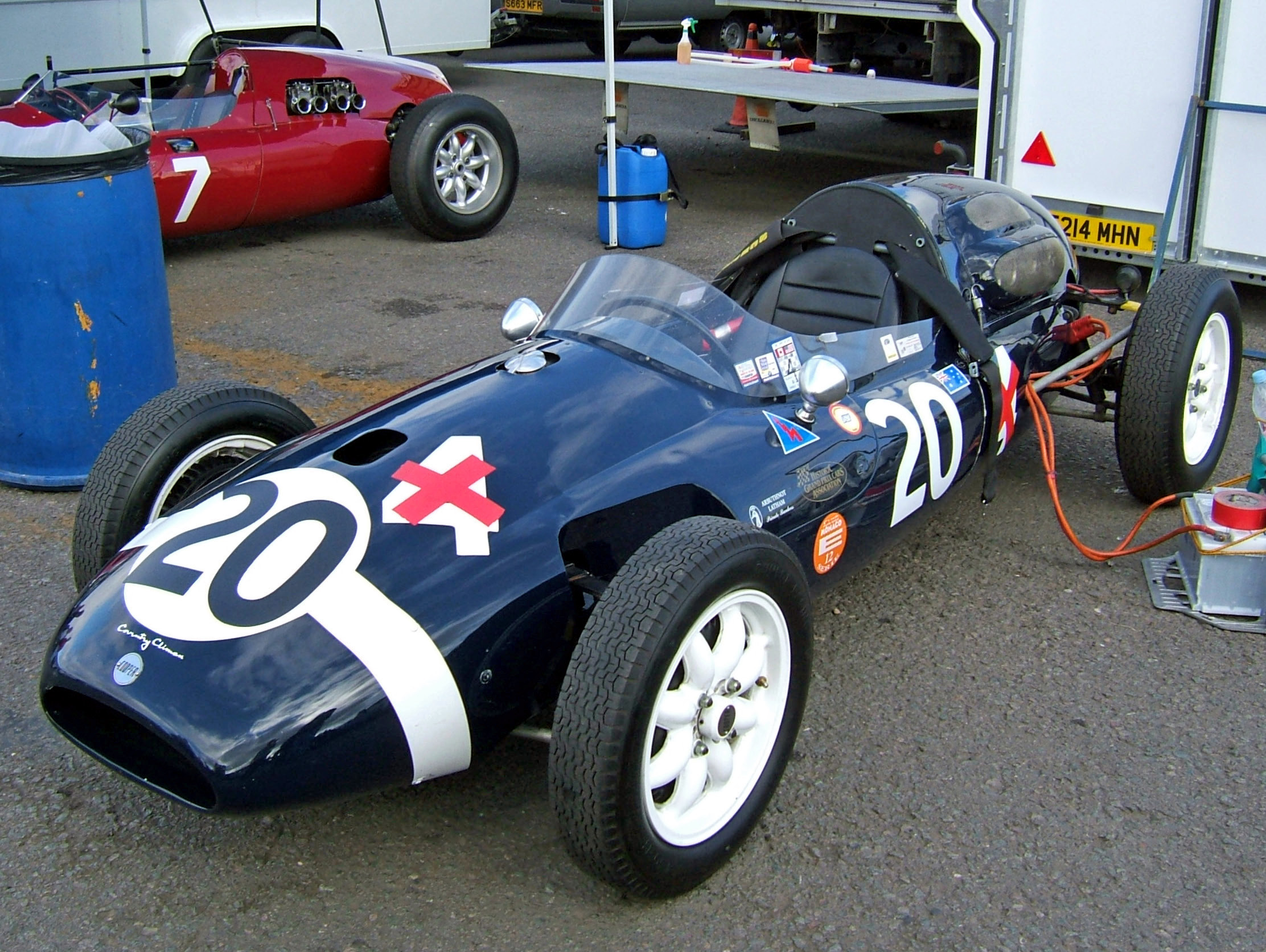
Cooper T43 du Rob Walker Racing

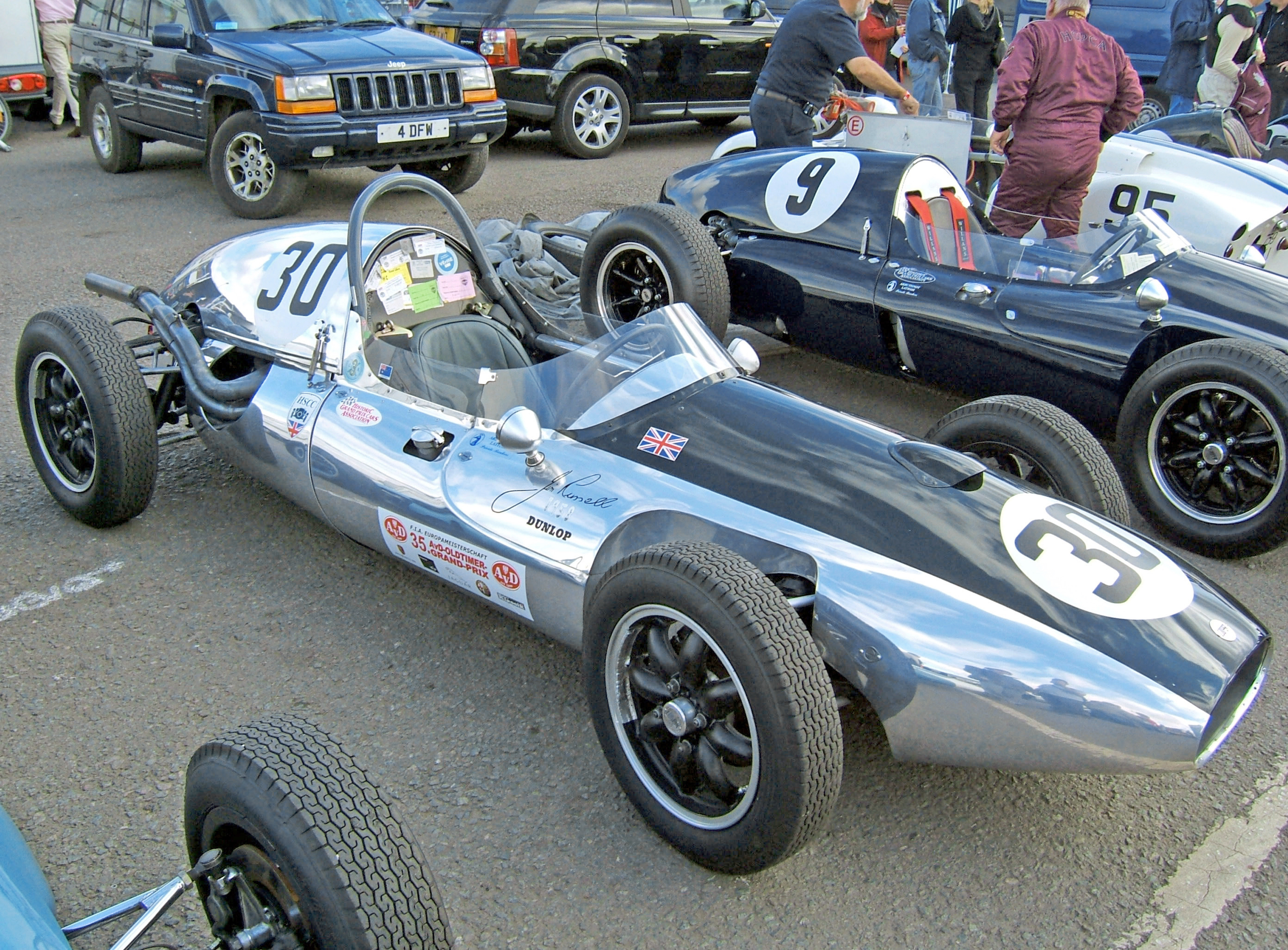
Cooper T45

Cooper engage au championnat du monde 1958, ses T43, T44 et T45, toutes conçues par Owen Maddock et disposant du bloc Climax qui a fait ses preuves l'année précédente. Les Cooper sont les seules monoplaces à moteur central arrière, disposition qui permet de disposer d'une motricité constante alors que les voitures à moteur avant perdent leur motricité au fur et à mesure que le réservoir d'essence se vide. Cette idée singulière de Cooper ne fait pas école, Enzo Ferrari déclarant même que « les chevaux tirent la charrue et ne la poussent pas ». La première Ferrari « école Cooper » sera la 246P de 1960.
Dès l'entame de la saison, Stirling Moss sur T43 remporte le Grand Prix d'Argentine sans avoir besoin de s'arrêter pour ravitailler ou changer ses pneumatiques Continental. Moss quitte alors l'écurie pour Vanwall mais Maurice Trintignant, sur T45, gagne l'épreuve monégasque où Jack Brabham, lui aussi sur T45, termine quatrième. Les Cooper obtiennent de très bons résultats par la suite mais ne renouent plus avec la victoire. Roy Salvadori termine quatrième aux Pays-Bas, troisième en Grande-Bretagne, deuxième en Allemagne et cinquième en Italie. Trintignant est troisième en Allemagne et Brabham sixième en France et Grande-Bretagne. Malheureusement, Moss, Stuart Lewis-Evans et Tony Brooks sur Vanwall décrochent neuf places sur le podium, dont six victoires et permettent à Vanwall, avec 57 points, de remporter le championnat du monde, Cooper terminant troisième avec 31 points. Cooper croit au bien-fondé de la disposition arrière et est dans les meilleures dispositions pour 1959, d'autant plus que Vanwall, champion en titre quitte officiellement la compétition.
En 1959, les Cooper officielles sont des T51-Climax mais de nombreux pilotes privés engagent des T45-Climax, des Cooper-Alta ou même une exotique T51-Borgward. Le Grand Prix inaugural de Monaco est un festival pour Cooper : Brabham remporte la course, Trintignant est troisième, Bruce McLaren cinquième et Roy Salvadori sixième. Aux Pays-Bas, Brabham termine second devant Masten Gregory, tous deux sur T51. Brabham poursuit sur sa lancée et décroche le podium en France tandis que McLaren termine 5e. Brabham renoue avec la victoire en Grande-Bretagne à Aintree où McLaren monte sur la troisième marche du podium et Trintignant termine en cinquième position. Le Français réalise la meilleure performance des Cooper en Allemagne en finissant la course à la quatrième place. Au Portugal, sur le circuit de Monsanto, Moss remporte la course devant Masten Gregory alors que Trintignant est quatrième. Les succès s'enchaînent comme des perles puisque Stirling Moss gagne encore en Italie où Brabham complète le podium. Lors du dernier Grand Prix de la saison, aux États-Unis, Bruce McLaren remporte à Sebring sa première course de Formule 1 devant Trintignant et devient ainsi le plus jeune vainqueur de Grand Prix tandis que Brabham est quatrième « à la poussette » car victime d'une panne d'essence. Les Cooper ont ainsi signé treize podiums, cinq victoires, cinq pole positions et, avec 53 points, dont 40 sont retenus, sont championnes du monde des constructeurs devant Ferrari. Jack Brabham remporte également le championnat pilotes.
La saison 1960 est encore meilleure pour Cooper qui aligne à nouveau les T51-Maserati bien qu'un châssis T53 soit conçu en cours d'année et disputera deux courses aux mains de Jack Brabham, qui gagnera à deux reprises. Le Grand Prix inaugural en Argentine voit Moss prendre la pole position, mais il est contraint à l'abandon, tandis que McLaren remporte l'épreuve et que Trintignant et le régional de l'étape Carlos Menditéguy se classent respectivement troisième et quatrième. À Monaco, McLaren décroche la seconde place finale et Tony Brooks, parti de la troisième place sur la grille termine l'épreuve à la quatrième place. C'est ensuite le « festival Brabham » qui va remporter cinq victoires consécutives, exploit seulement réalisé précédemment par Alberto Ascari. Les Cooper réalisent le triplé en Belgique et en France et le doublé lors de l'épreuve portugaise. Si les deux dernières épreuves de la saison sont moins convaincantes, les Cooper ont néanmoins décroché seize places sur le podium dont six victoires, quatre pole positions, cinq meilleurs tours en course et inscrit 64 points dont 58 (48 retenus) pour l'écurie officielle sacrée à nouveau championne du monde des constructeurs, Brabham conservant son titre au championnat du monde des pilotes : les Cooper ont littéralement écrasé la concurrence.

### 1961: la nouvelle réglementation et le lent déclin

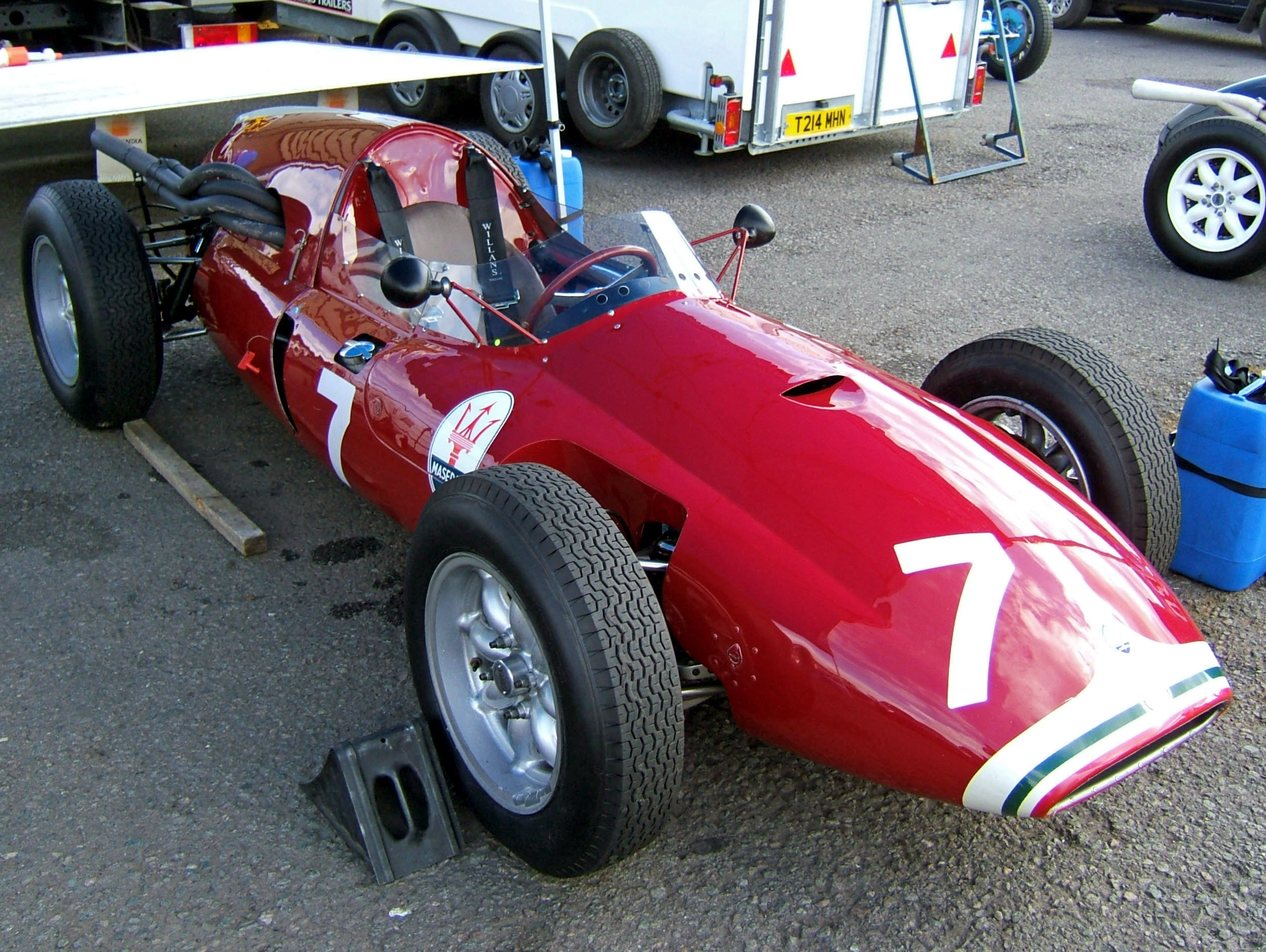
Cooper T51 de la Scuderia Centro Sud

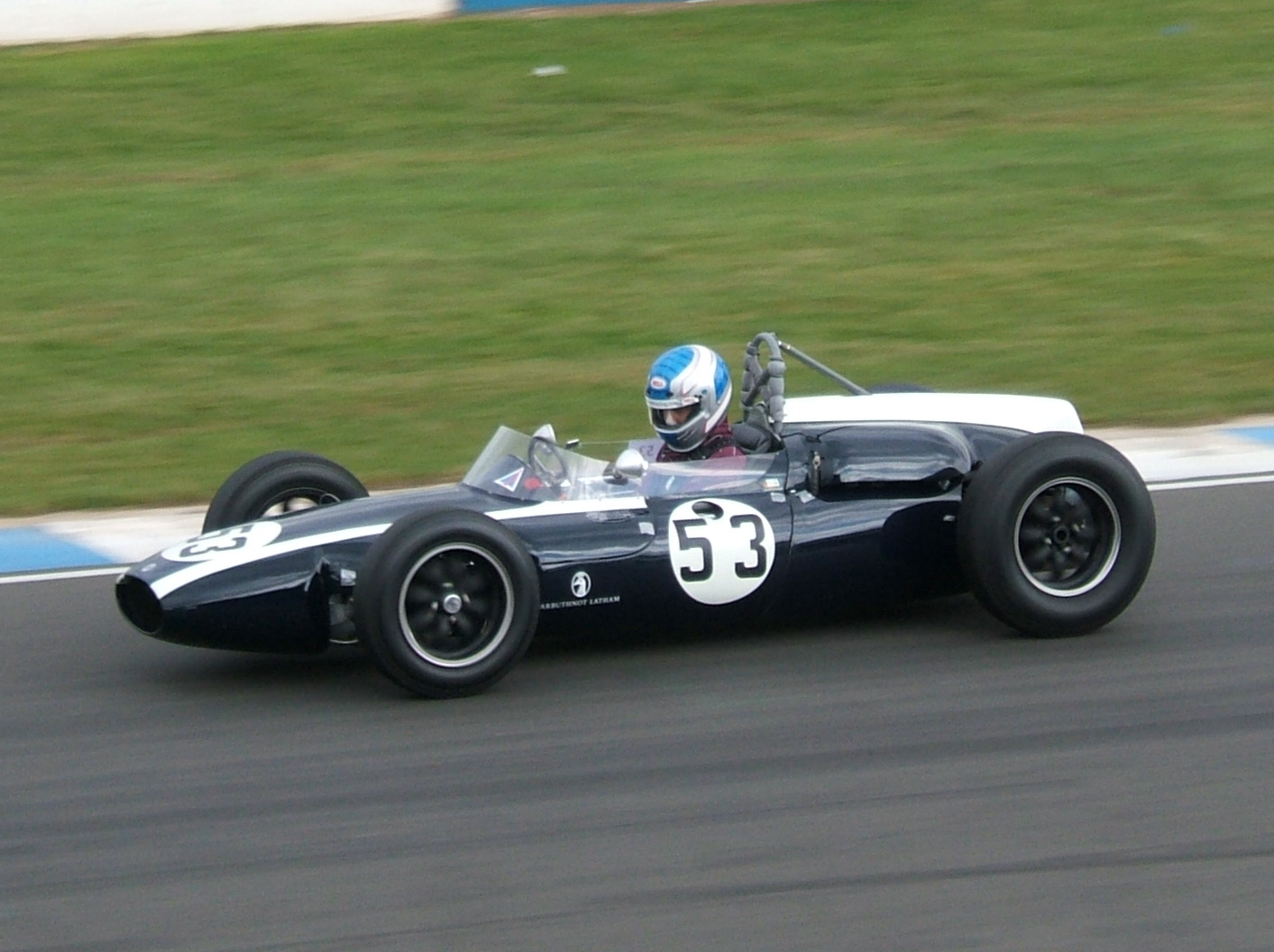
Cooper-Climax T53

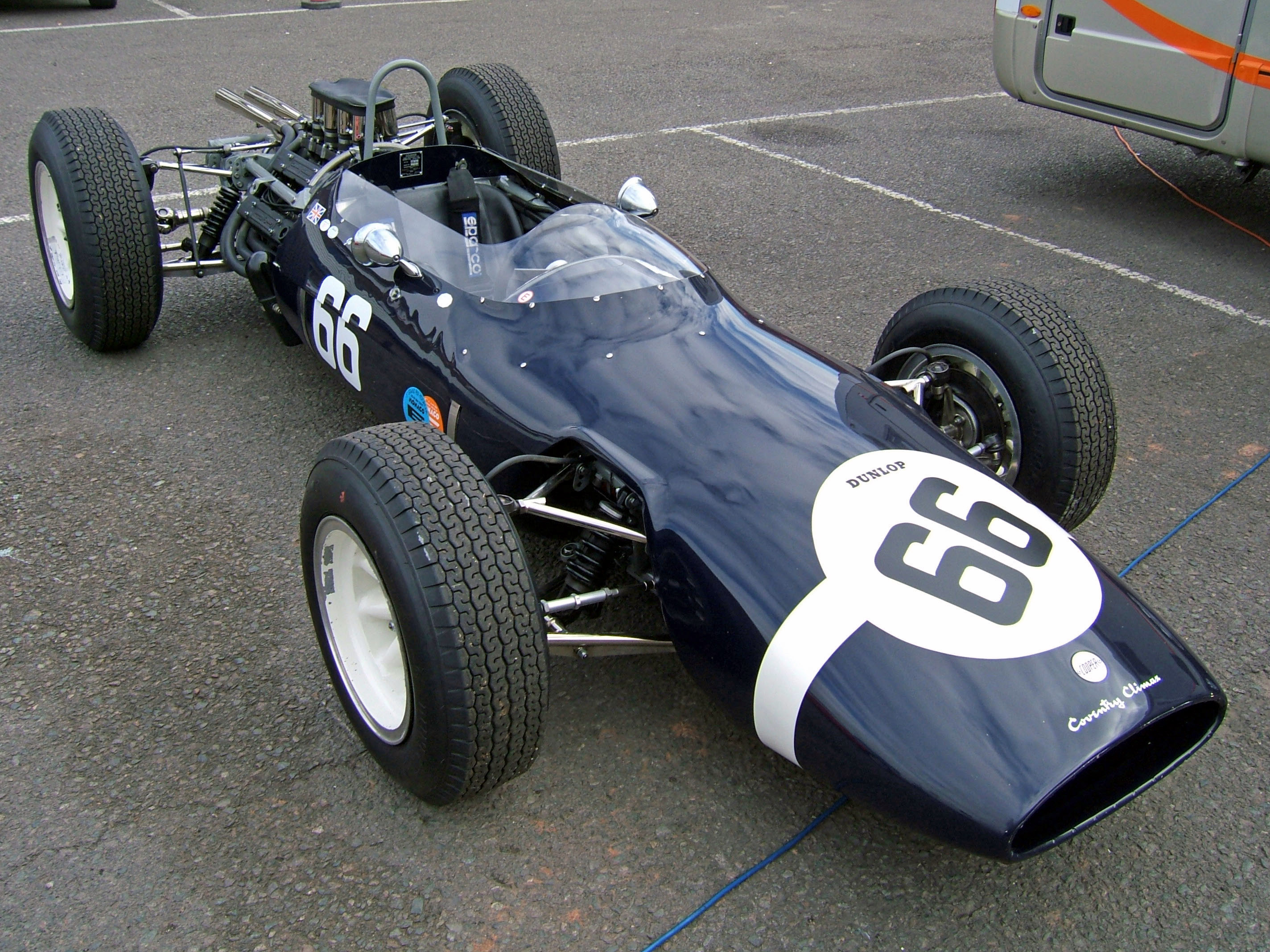
Cooper T66

La saison 1961 voit la réglementation évoluer et les moteurs limités à 1,5 litre de cylindrée. La Scuderia Ferrari est désormais favorite au championnat : le Commendatore a fini par admettre que l'avenir était aux moteurs arrière et a fait adopter cette architecture sur ses monoplaces depuis l'année précédente avec les 246P et 156. De plus Ferrari, qui produit ses propres moteurs, a bien anticipé le changement de réglementation et le Ferrari Dino V6 de 1 480 cm3 développe environ 185 ch tandis que le quatre cylindres Coventry Climax FPF des T55 officielles est plus lourd n'en délivre que 152. Les Cooper, qu'elles soient officielles ou privées, ne remportent pas un seul succès de toute la saison. Lors des trois dernières courses, Jack Brabham disposera enfin du tout nouveau moteur Climax V8 de 174 chevaux, mais le manque de fiabilité de la T58 (adaptée à la hâte de la T55) ne lui permettra pas d'en concrétiser son potentiel. Les seuls faits de gloire de cette saison 1961 seront la pole position de Brabham lors du dernier Grand Prix de la saison à Watkins Glen, avec la T58, et le podium de Bruce McLaren à Monza, sur la T55. Les contrastes, que ce soit avec la saison écoulée ou par rapport au concurrent Ferrari, sont saisissants : les Cooper-Climax ont inscrit seulement 18 points (14 retenus) contre 64 en 1960 tandis que la Scuderia (cinq victoires, six pole positions et quatorze places sur le podium) gagne le championnat avec 52 points dont 40 retenus. Le plus préoccupant est que l'écurie Lotus de Colin Chapman qui dispose également du Climax termine seconde du championnat, Cooper ne pointant qu'à la quatrième place. Le lent déclin de l'écurie se dessine...
En 1962, Owen Maddock met en chantier la T60 tandis que Hugh Aiden-Jones conçoit la T59/Aiden qui ne sera dévolue qu'à Ian Burgess. Toutes les Cooper inscrites au championnat du monde sont mues par un Climax, hormis une T53-Alfa Romeo pilotée par Mike Harris, dont l'unique Grand Prix se solde par un abandon. Jack Brabham quitte l'écurie qui l'a conduit par deux fois au titre mondial pour créer sa propre équipe, Motor Racing Development et McLaren devient le leader de Cooper. Le premier Grand Prix de la saison voit Tony Maggs se classer cinquième à Zandvoort mais c'est Bruce McLaren qui apporte vraiment du réconfort en remportant le Grand Prix de Monaco, première victoire depuis plus d'un an. La joie est de courte durée puisque le Grand Prix de Belgique est un véritable fiasco, les deux T60 étant contraintes à l'abandon. En France, Maggs se classe second et McLaren quatrième tandis que Dan Gurney, sur Porsche signe sa première victoire en Formule 1. En Grande-Bretagne, McLaren doit se contenter d'une troisième place finale, puis d'une modeste 5e place en Allemagne. Le pilote néo-zélandais retrouve son lustre à partir de Monza et enchaîne trois podiums consécutifs (troisième en Italie et à Watkins Glen puis second lors du Grand Prix de clôture à East London en Afrique du Sud où le régional de l'étape Tony Maggs complète le podium avec sa T60). À la fin de la saison, Cooper pointe au troisième rang mondial avec 29 points. Si la menace Ferrari a été parfaitement gérée (l'écurie italienne est seulement cinquième, le danger vient désormais des écuries Lotus (avec un moteur Climax) et BRM, champion du monde avec 42 points. Au championnat des pilotes, McLaren est devancé par Graham Hill (BRM) et Jim Clark (Lotus).
De 1963 à 1965, les Cooper sont mises sous l'éteignoir par les Lotus, Ferrari et autres BRM. Elles ne remportent pas une seule victoire en trois ans, devant se contenter de quatre podiums en 1963, deux en 1964 et un seul en 1965, quasiment tous acquis par Bruce McLaren. Ainsi, en 1963, 1964 et 1965 Cooper n'est que 5e au classement des constructeurs et est notamment devancée par Lotus et Brabham (l'écurie de l'ancien pilote fétiche de Cooper), deux écuries disposant du même moteur Climax. Le déclin est manifeste, l'écurie ne marquant que 26 points (25 retenus) en 1963, dix de moins en 1964 et seulement 14 en 1965. Il est évident que l'ancien point fort des Cooper, à savoir leur châssis, est devenu leur point faible. Lotus est passé au châssis monocoque depuis la Lotus 25 de 1962, la BRM P261 dispose d'un châssis aluminium monocoque, tout comme les Ferrari 158 et 1512. Owen Maddock, concepteur historique des Cooper qui persistait dans la conception de châssis type « space frame » désormais dépassés (T66, T73, T59 et T77) laisse la place à Derrick White chargé de construire la première Cooper monocoque prévue pour le championnat du monde 1966.

### 1966: le sursaut grâce au châssis monocoque de la T81

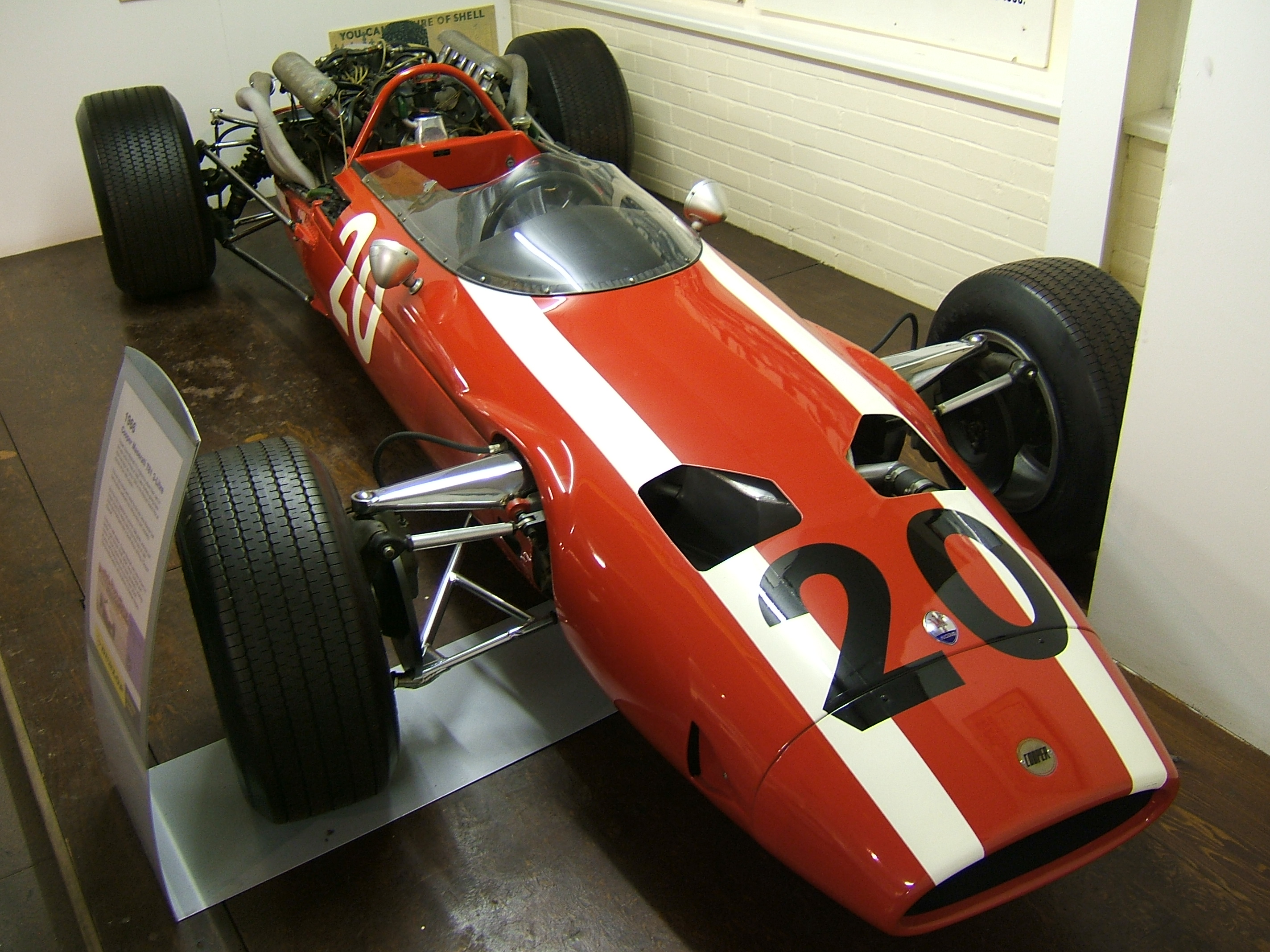
La T81, première Cooper monocoque

En 1966, les espoirs de Cooper reposent sur les épaules du nouveau designer Derrick White qui est chargé de concevoir la nouvelle T81 à châssis monocoque. La réglementation évolue au niveau de la motorisation, la cylindrée passant de 1,5 à 3 litres. De nouveaux contrats de fourniture moteur sont signés par la plupart des écuries et la nouvelle T81 reçoit un Maserati V12, destiné exclusivement aux Cooper, tandis que le Climax est conservé par Lotus et équipe également les Eagle.
Le doute s'installe à la suite du premier Grand Prix de la saison à Monaco qui voit Richie Ginther et Jochen Rindt abandonner mais l'espoir revient lors de la course suivante disputée à Spa-Francorchamps où Rindt décroche le premier accessit tandis que Ginther se classe cinquième. Rindt inscrit de nouveaux points lors des épreuves française et britannique. Après un bilan vierge aux Pays-Bas, John Surtees et Rindt montent sur les marches latérales du podium en Allemagne puis aux États-Unis. L'apothéose est atteinte lors du Grand Prix de clôture au Mexique puisque Surtees décroche la première pole position depuis cinq ans et signe la première victoire depuis quatre ans. Le bilan de Derrick White est on ne peut plus satisfaisant : 6 podiums, 1 pole, 1 victoire, 35 points (dont 30 retenus) et la troisième place au championnat des constructeurs derrière la Scuderia et Brabham-Repco, Brabham ayant habilement négocié le changement de réglementation avec son partenariat exclusif avec le motoriste australien. Les résultats sont encore meilleurs au championnat pilote puisque Surtees est vice-champion devant son coéquipier Rindt.

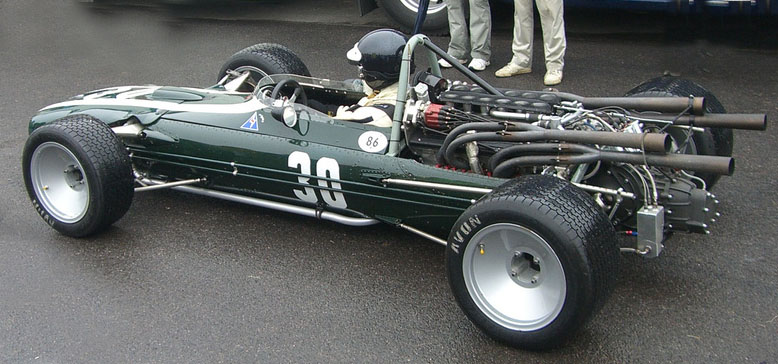
Cooper-Maserati T86 de 1967

En 1967, la T81-Maserati, si efficace la saison précédente commence la saison aux mains de Rindt et Pedro Rodríguez, mais des pilotes privés, engagent encore des T79 ou T77. La saison débute en fanfare en Afrique du Sud : Pedro Rodriguez gagne l'épreuve devant le quasi-régional de l'étape John Love qui court sur une T79-Climax privée. Rodriguez est l'homme en forme du début de saison chez Cooper puisqu'il se classe encore dans les points à Monaco (5e). Les Cooper rentrent bredouilles des Pays-Bas mais Rindt se classe quatrième en Belgique au volant de la nouvelle T81B. La T81 a pourtant toujours des ressources comme le démontrent Jo Siffert et Rodriguez, respectivement quatrième et sixième en France. Toutefois, il devient évident que les Cooper ne peuvent pas prétendre, à la régulière, à la victoire ni même à une place sur le podium. Les Brabham-Repco de Denny Hulme et Jack Brabham accumulent les victoires et, quand elles trébuchent, les Lotus en profitent pour rafler la mise.
Une nouvelle monoplace est alors mise en chantier par Derek White et fait ses premiers tours de roues en Grande-Bretagne : la T86 est contrainte à l'abandon et la mésaventure se répète lors du Grand Prix suivant en Allemagne. Ce n'est qu'à l'antépénultième course que la T86 permet enfin à Rindt de rentrer dans les points (quatrième à Monza où Jacky Ickx se classe sixième sur une « banale » T81B). Du coup la T86 est remisée et les T81 engagées pour les deux dernières manches de la saison où elles permettent à Rodriguez, Joakim Bonnier et Jo Siffert de glaner quelques points. Les Cooper se classent finalement troisième du championnat des constructeurs, comme la saison précédente, mais avec 28 points, sont largement devancées par les Lotus (44 points) et surtout par les Brabham (67 points dont 63 retenus).

### 1968: le chant du cygne
En 1968, la T81 commence la saison, sans succès, avant que la T86B ne fasse son apparition à partir de l'Espagne. Si le châssis n'est qu'une évolution de la T86 apparue en fin de saison 1967, la révolution se passe au niveau du moteur puisque le Maserati V12 est remplacé par un BRM V12. Ce changement de motorisation porte immédiatement ses fruits : Brian Redman décroche la troisième place finale devant son coéquipier Ludovico Scarfiotti. Lors du Grand Prix suivant sur le circuit urbain de Monaco, Scarfiotti se classe à nouveau quatrième et est devancé par son coéquipier Lucien Bianchi (qui obtient la sixième place finale à Spa en Belgique). Après un résultat vierge aux Pays-Bas, les Cooper inscrivent de nouveaux points lors de l'épreuve française par l'intermédiaire de Vic Elford qui se classe quatrième, et inscrira d'autres points lors de la manche canadienne où il termine cinquième, inscrivant les derniers points de la saison pour Cooper. Comme la saison passée, les Cooper n'ont jamais été en mesure de prétendre à la victoire, les deux troisièmes places sur le podium étant leurs seuls faits de gloire. Avec seulement 14 points inscrits, Cooper, sixième au classement des constructeurs, est définitivement surclassée par ses rivales. Le coup de grâce survient lorsque le fondateur de l'écurie John Cooper se blesse gravement lors de l'essai d'une de ses voitures. Cooper quitte alors officiellement le championnat du monde de Formule 1, riche de deux titres de champion du monde des constructeurs, mais n'ayant pas su résister à l'émergence des nouvelles écuries telles que Lotus, Brabham ou encore McLaren.
En 1969, Vic Elford engage pour la dernière fois une Cooper en Formule 1 au sein de son écurie privée Antique Automobiles. Au volant d'une T86B-Maserati, il termine à la porte des points, à six tours du vainqueur, derrière trois Lotus, une Brabham et deux McLaren, la roue a définitivement tourné pour Cooper.

## Victoires en Formule 1
| no | Saison | Grand Prix      | Manche | Monoplace  | Vainqueur       |
| -- | ------ | --------------- | ------ | ---------- | --------------- |
| 1  | 1959   | Monaco          | 01/09  | Cooper T51 | Jack Brabham    |
| 2  | 1959   | Grande-Bretagne | 05/09  | Cooper T51 | Jack Brabham    |
| 3  | 1959   | États-Unis      | 09/09  | Cooper T51 | Bruce McLaren   |
| 4  | 1960   | Argentine       | 01/10  | Cooper T51 | Bruce McLaren   |
| 5  | 1960   | Pays-Bas        | 04/10  | Cooper T53 | Jack Brabham    |
| 6  | 1960   | Belgique        | 05/10  | Cooper T53 | Jack Brabham    |
| 7  | 1960   | France          | 06/10  | Cooper T53 | Jack Brabham    |
| 8  | 1960   | Grande-Bretagne | 07/10  | Cooper T53 | Jack Brabham    |
| 9  | 1960   | Portugal        | 08/10  | Cooper T53 | Jack Brabham    |
| 10 | 1962   | Monaco          | 02/09  | Cooper T60 | Bruce McLaren   |
| 11 | 1966   | Mexique         | 09/09  | Cooper T81 | John Surtees    |
| 12 | 1967   | Afrique du Sud  | 01/11  | Cooper T81 | Pedro Rodríguez |

## Résultats en championnat du monde de Formule 1
(Le championnat du monde des constructeurs n'est instauré qu'à partir de la saison 1958)
| Saison | Écurie             | Châssis                                         | Moteur                                               | Pneus       | Pilotes                                                                                      | Grands Prix disputés | Points inscrits | Classement |
| ------ | ------------------ | ----------------------------------------------- | ---------------------------------------------------- | ----------- | -------------------------------------------------------------------------------------------- | -------------------- | --------------- | ---------- |
| 1953   | Cooper Car Company | Cooper T20 Cooper T23 Cooper T21 Cooper Special | Bristol 6 en ligne Alta 4 en ligne                   | Dunlop      | Alan Brown John Barber Adolfo Schwelm Cruz Stirling Moss                                     | 7                    | 0               | -          |
| 1955   | Cooper Car Company | Cooper T40                                      | Bristol 6 en ligne                                   | Dunlop      | Jack Brabham                                                                                 | 1                    | 0               | -          |
| 1957   | Cooper Car Company | Cooper T43                                      | Bristol 6 en ligne Climax 4 en ligne                 | Dunlop Avon | Roy Salvadori Jack Brabham Les Leston Mike MacDowel                                          | 4                    | 0               | -          |
| 1958   | Cooper Car Company | Cooper T43 Cooper T44 Cooper T45                | Climax 4 en ligne                                    | Dunlop      | Roy Salvadori Jack Brabham Jack Fairman Ian Burgess                                          | 7                    | 31              | 3e         |
| 1959   | Cooper Car Company | Cooper T51                                      | Climax 4 en ligne                                    | Dunlop      | Bruce McLaren Jack Brabham Masten Gregory Giorgio Scarlatti                                  | 8                    | 53 (40 retenus) | Champion   |
| 1960   | Cooper Car Company | Cooper T51 Cooper T53                           | Climax 4 en ligne                                    | Dunlop      | Bruce McLaren Jack Brabham Chuck Daigh Ron Flockhart                                         | 9                    | 58 (48 retenus) | Champion   |
| 1961   | Cooper Car Company | Cooper T55 Cooper T58                           | Climax V8                                            | Dunlop      | Bruce McLaren Jack Brabham                                                                   | 8                    | 18 (14 retenus) | 4e         |
| 1962   | Cooper Car Company | Cooper T55 Cooper T60                           | Climax V8                                            | Dunlop      | Bruce McLaren Tony Maggs Tim Mayer                                                           | 9                    | 37 (29 retenus) | 3e         |
| 1963   | Cooper Car Company | Cooper T66                                      | Climax V8                                            | Dunlop      | Bruce McLaren Tony Maggs                                                                     | 10                   | 26 (25 retenus) | 5e         |
| 1964   | Cooper Car Company | Cooper T66 Cooper T73                           | Climax V8                                            | Dunlop      | Phil Hill Bruce McLaren                                                                      | 10                   | 16              | 5e         |
| 1965   | Cooper Car Company | Cooper T55 Cooper T60 Cooper T73 Cooper T77     | Climax V8                                            | Dunlop      | Jochen Rindt Bruce McLaren                                                                   | 10                   | 14              | 5e         |
| 1966   | Cooper Car Company | Cooper T81                                      | Maserati V12                                         | Dunlop      | Jochen Rindt Chris Amon John Surtees Richie Ginther Moisés Solana                            | 9                    | 35 (30 retenus) | 3e         |
| 1967   | Cooper Car Company | Cooper T81 Cooper T81B Cooper T86               | Maserati V12                                         | Firestone   | Jochen Rindt Pedro Rodríguez Alan Rees Richard Attwood Jacky Ickx                            | 11                   | 28              | 3e         |
| 1968   | Cooper Car Company | Cooper T81B Cooper T86 Cooper T86B Cooper T86C  | Maserati V12 BRM V12 Climax 4 en ligne Alfa Romeo V8 | Firestone   | Ludovico Scarfiotti Lucien Bianchi Brian Redman Johnny Servoz-Gavin Vic Elford Robin Widdows | 12                   | 14              | 6e         |

| Saison | Écurie                                  | Châssis               | Moteur               | Pneus              | Pilotes | Grands Prix disputés |
| ------ | --------------------------------------- | --------------------- | -------------------- | ------------------ | --- | -------------------- |
| 1950   | Horschell Racing Corporation            | Cooper T12 (en)       | JAP                  | Dunlop             | Harry Schell | 1                    |
| 1952   | Ecurie Richmond                         | Cooper T20            | Bristol              | Dunlop             | Eric Brandon Alan Brown | 4                    |
| 1952   | Mike Hawthorn                           | Cooper T20            | Bristol              | Dunlop             | Mike Hawthorn | 4                    |
| 1952   | AHM Bryde                               | Cooper T20            | Bristol              | Dunlop             | Mike Hawthorn Reg Parnell | 2                    |
| 1952   | Ecurie Ecosse                           | Cooper T20            | Bristol              | Dunlop             | David Murray | 1                    |
| 1953   | Ken Wharton                             | Cooper T23            | Bristol              | Dunlop             | Ken Wharton | 5                    |
| 1953   | Bob Gerard                              | Cooper T23            | Bristol              | Dunlop             | Bob Gerard | 2                    |
| 1953   | Ecurie Ecosse                           | Cooper T20            | Bristol              | Dunlop             | Jimmy Stewart | 1                    |
| 1953   | RJ Chase                                | Cooper T23            | Bristol              | Dunlop             | Alan Brown | 1                    |
| 1953   | Atlantic Stable                         | Cooper T24 (it)       | Alta                 | Dunlop             | Peter Whitehead | 1                    |
| 1953   | Tony Crook                              | Cooper T20            | Bristol              | Dunlop             | Tony Crook | 1                    |
| 1953   | Equipe Anglaise                         | Cooper T23            | Bristol              | Dunlop             | Alan Brown Helmut Glockler | 1                    |
| 1953   | Rodney Nuckey                           | Cooper T23            | Bristol              | Dunlop             | Rodney Nuckey | 1                    |
| 1954   | Peter Whitehead                         | Cooper T24 (it)       | Alta                 | Dunlop             | Peter Whitehead | 1                    |
| 1954   | RJ Chase                                | Cooper T23            | Bristol              | Dunlop             | Alan Brown | 1                    |
| 1954   | Gould's Garage                          | Cooper T23            | Bristol              | Dunlop             | Horace Gould | 1                    |
| 1954   | Bob Gerard                              | Cooper T23            | Bristol              | Dunlop             | Bob Gerard | 1                    |
| 1954   | Ecurie Richmond                         | Cooper T23            | Bristol              | Dunlop             | Eric Brandon Rodney Nuckey | 2                    |
| 1956   | Bob Gerard                              | Cooper T23            | Bristol              | Dunlop             | Bob Gerard | 1                    |
| 1957   | Bob Gerard                              | Cooper T44            | Bristol              | Dunlop             | Bob Gerard | 1                    |
| 1958   | RRC Walker Racing Team                  | Cooper T43 Cooper T45 | Climax               | Dunlop Continental | Stirling Moss Maurice Trintignant Ron Flockhart                                                                                          | 8                    |
| 1959   | Écurie Nationale Belge                  | Cooper T51            | Climax               | Dunlop             | Lucien Bianchi Alain de Changy | 1                    |
| 1959   | Jean Lucienbonnet                       | Cooper T45            | Climax               | Dunlop             | Jean Lucienbonnet | 1                    |
| 1959   | RRC Walker Racing Team                  | Cooper T51            | Climax               | Dunlop             | Stirling Moss Maurice Trintignant | 6                    |
| 1959   | British Racing Partnership              | Cooper T51            | Climax Borgward      | Dunlop             | Ivor Bueb Chris Bristow | 2                    |
| 1959   | High Efficiency Motors                  | Cooper T45            | Climax Maserati      | Dunlop             | Roy Salvadori Jack Fairman | 5                    |
| 1959   | B Ecclestone                            | Cooper T43            | Climax               | Dunlop             | Brian Whitehouse (en) | 1                    |
| 1959   | Emeryson Cars                           | Cooper T51            | Alta                 | Dunlop             | Paul Emery | 1                    |
| 1959   | Scuderia Centro Sud (en)                | Cooper T51            | Maserati             | Dunlop             | Colin Davis Ian Burgess Hans Herrmann Mario de Araujo Cabral                                                                             | 5                    |
| 1959   | Ace Garage                              | Cooper T51            | Climax               | Dunlop             | Trevor Taylor | 1                    |
| 1959   | Equipe Alan Brown                       | Cooper T45            | Climax               | Dunlop             | Mike Taylor Peter Ashdown | 1                    |
| 1959   | Gilby Engineering                       | Cooper T45            | Climax               | Dunlop             | Keith Greene | 1                    |
| 1959   | United Racing Stable                    | Cooper T51            | Climax               | Dunlop             | ' Bill Moss | 1                    |
| 1959   | RHH Parnell                             | Cooper T45 Cooper T51 | Climax               | Dunlop             | Tim Parnell Henry Taylor | 1                    |
| 1959   | OSCA Automobili                         | Cooper T43            | O.S.C.A.             | Dunlop             | Tim Parnell Alejandro de Tomaso | 1                    |
| 1959   | Mike Taylor                             | Cooper T51            | Climax               | Dunlop             | George Constantine | 1                    |
| 1959   | Écurie Bleue                            | Cooper T51            | Climax               | Dunlop             | Harry Schell | 1                    |
| 1960   | Scuderia Centro Sud (en)                | Cooper T51            | Maserati             | Dunlop             | Roberto Bonomi Carlos Menditéguy Masten Gregory Maurice Trintignant Ian Burgess Mario de Araujo Cabral Alfonso Thiele Wolfgang von Trips | 8                    |
| 1960   | Écurie Bleue                            | Cooper T51            | Climax               | Dunlop             | Harry Schell | 1                    |
| 1960   | RRC Walker Racing Team                  | Cooper T51            | Climax               | Dunlop             | Stirling Moss Maurice Trintignant Lance Reventlow                                                                                        | 2                    |
| 1960   | Fred Tuck Cars                          | Cooper T51            | Climax               | Dunlop             | Bruce Halford Lucien Bianchi | 3                    |
| 1960   | High Efficiency Motors                  | Cooper T51            | Climax               | Dunlop             | Roy Salvadori | 2                    |
| 1960   | Yeoman Credit Racing Team               | Cooper T51            | Climax               | Dunlop             | Chris Bristow Tony Brooks Olivier Gendebien Henry Taylor Bruce Halford Phil Hill                                                         | 7                    |
| 1960   | Scuderia Castellotti                    | Cooper T51            | Castelloti           | Dunlop             | Gino Munaron Giorgio Scarlatti Giulio Cabianca                                                                                           | 4                    |
| 1960   | RHH Parnell                             | Cooper T51            | Climax               | Dunlop             | Henry Taylor | 1                    |
| 1960   | Ecurie Maarsbergen                      | Cooper T51            | Climax               | Dunlop             | Carel Godin de Beaufort | 2                    |
| 1960   | Écurie Nationale Belge                  | Cooper T45            | Climax               | Dunlop             | Lucien Bianchi | 1                    |
| 1960   | Gilby Engineering                       | Cooper T45            | Maserati             | Dunlop             | Keith Greene | 1                    |
| 1960   | CT Atkins                               | Cooper T51            | Climax               | Dunlop             | Jack Fairman | 1                    |
| 1960   | Arthur Owen                             | Cooper T45            | Climax               | Dunlop             | Arthur Owen | 1                    |
| 1960   | Wolfgang Seidel                         | Cooper T45            | Climax               | Dunlop             | Wolfgang Seidel | 1                    |
| 1960   | Scuderia Colonia                        | Cooper T43            | Climax               | Dunlop             | Piero Drogo | 1                    |
| 1960   | Équipe Prideaux                         | Cooper T43            | Climax               | Dunlop             | Vic Wilson | 1                    |
| 1960   | Fred Armbruster                         | Cooper T45            | Ferrari              | Dunlop             | Pete Lovely | 1                    |
| 1961   | Camoradi International (en)             | Cooper T53            | Climax               | Dunlop             | Masten Gregory | 1                    |
| 1961   | Yeoman Credit Racing Team               | Cooper T53            | Climax               | Dunlop             | John Surtees Roy Salvadori | 8                    |
| 1961   | Scuderia Serenissima                    | Cooper T51            | Maserati             | Dunlop             | Maurice Trintignant | 5                    |
| 1961   | H&L Motors                              | Cooper T53            | Climax               | Dunlop             | Jackie Lewis | 4                    |
| 1961   | Scuderia Centro Sud (en)                | Cooper T51 Cooper T53 | Maserati             | Dunlop             | Massimo Natili Lorenzo Bandini | 4                    |
| 1961   | Bernard Collomb                         | Cooper T53            | Climax               | Dunlop             | Bernard Collomb | 2                    |
| 1961   | John Campbell-Jones                     | Cooper T51            | Climax               | Dunlop             | John Campbell-Jones | 1                    |
| 1961   | Fred Tuck Cars                          | Cooper T45            | Climax               | Dunlop             | Jack Fairman Geoff Duke | 2                    |
| 1961   | Pescara Racing Team                     | Cooper T45            | Maserati             | Dunlop             | Renato Pirocchi | 1                    |
| 1961   | Scuderia Sant Ambroeus                  | Cooper T45            | Climax               | Dunlop             | Alfonso Thiele | 1                    |
| 1961   | Mennato Boffa                           | Cooper T45            | Climax               | Dunlop             | Mennato Boffa | 1                    |
| 1961   | Hap Sharp                               | Cooper T53            | Climax               | Dunlop             | Hap Sharp | 1                    |
| 1961   | John M Wyatt III                        | Cooper T53            | Climax               | Dunlop             | Roger Penske | 1                    |
| 1961   | Momo Corporation                        | Cooper T53            | Climax               | Dunlop             | Walt Hansgen | 1                    |
| 1962   | Ecurie Galloise                         | Cooper T53            | Climax               | Dunlop             | Jackie Lewis | 5                    |
| 1962   | Anglo-American Equipe                   | Cooper T59-Aiden      | Climax               | Dunlop             | Ian Burgess | 5                    |
| 1962   | Bernard Collomb                         | Cooper T53            | Climax               | Dunlop             | Bernard Collomb | 1                    |
| 1962   | Hap Sharp                               | Cooper T53            | Climax               | Dunlop             | Hap Sharp | 1                    |
| 1962   | John Love                               | Cooper T55            | Climax               | Dunlop             | John Love | 1                    |
| 1962   | Mike Harris                             | Cooper T53            | Alfa Romeo           | Dunlop             | Mike Harris | 1                    |
| 1963   | RRC Walker Racing Team                  | Cooper T60            | Climax               | Dunlop             | Joakim Bonnier | 10                   |
| 1963   | Scuderia Centro Sud (en)                | Cooper T53 Cooper T60 | Maserati Climax      | Dunlop             | Ernesto Brambilla Mario de Araujo Cabral                                                                                                 | 2                    |
| 1963   | John Love                               | Cooper T55            | Climax               | Dunlop             | John Love | 1                    |
| 1963   | Frank Dochnal                           | Cooper T51            | Climax               | Dunlop             | Frank Dochnal | 1                    |
| 1963   | Scuderia Lupini                         | Cooper T51            | Maserati             | Dunlop             | Trevor Blokdyk | 1                    |
| 1964   | RRC Walker Racing Team                  | Cooper T66            | Climax               | Dunlop             | Joakim Bonnier Edgar Barth | 2                    |
| 1964   | Bob Gerard Racing                       | Cooper T73            | Ford-Cosworth        | Dunlop             | John Taylor | 1                    |
| 1964   | Fabre Urbain                            | Cooper T60            | Climax               | Dunlop             | Jean-Claude Rudaz | 1                    |
| 1964   | John Love                               | Cooper T73            | Climax               | Dunlop             | John Love | 1                    |
| 1965   | John Love                               | Cooper T55            | Climax               | Dunlop             | John Love | 1                    |
| 1965   | Trevor Blokdyk                          | Cooper T59 (en)       | Ford-Cosworth        | Dunlop             | Trevor Blokdyk | 1                    |
| 1965   | Lawson Organisation                     | Cooper T51            | Ford-Cosworth        | Dunlop             | David Clapham | 1                    |
| 1965   | Alex Blignaut                           | Cooper T55            | Ford-Cosworth        | Dunlop             | Alex Blignaut | 1                    |
| 1965   | Bob Gerard Racing                       | Cooper T73            | Climax Ford-Cosworth | Dunlop             | John Rhodes Alan Rollinson | 1                    |
| 1966   | RRC Walker Racing Team                  | Cooper T81            | Maserati             | Dunlop             | Joseph Siffert | 7                    |
| 1966   | Joakim Bonnier Racing Team              | Cooper T81            | Maserati             | Firestone          | Joakim Bonnier | 7                    |
| 1966   | Guy Ligier                              | Cooper T81            | Maserati             | Dunlop             | Guy Ligier | 6                    |
| 1966   | J.A. Pearce Engineering Ltd             | Cooper T73            | Ferrari              | Dunlop             | Chris Lawrence | 2                    |
| 1967   | Rob Walker / Jack Durlacher Racing Team | Cooper T81            | Maserati             | Firestone          | Joseph Siffert | 11                   |
| 1967   | Joakim Bonnier Racing Team              | Cooper T81            | Maserati             | Firestone          | Joakim Bonnier | 8                    |
| 1967   | John Love                               | Cooper T79            | Climax               | Firestone          | John Love | 1                    |
| 1967   | Guy Ligier                              | Cooper T81            | Maserati             | Firestone          | Guy Ligier | 2                    |
| 1967   | Charles Vögele Racing                   | Cooper T77            | ATS                  | Goodyear           | Silvio Moser | 1                    |
| 1967   | Tom Jones                               | Cooper T82            | Climax               | ?                  | Tom Jones | 1                    |
| 1968   | Rob Walker / Jack Durlacher Racing Team | Cooper T81            | Maserati             | Firestone          | Joseph Siffert | 1                    |
| 1968   | Joakim Bonnier Racing Team              | Cooper T81            | Maserati             | Firestone          | Joakim Bonnier | 1                    |
| 1968   | John Love                               | Cooper T79            | Climax               | Firestone          | Basil van Rooyen | 1                    |
| 1968   | Scuderia Scribante                      | Cooper T55            | Climax               | Firestone          | Tony Jefferies | 1                    |
| 1968   | Tom Jones                               | Cooper T86            | Maserati             | Goodyear           | Tom Jones | 1                    |
| 1969   | Antique Automobiles                     | Cooper T86B           | Maserati             | Goodyear           | Vic Elford | 1                    |
| 1969   | Falken Racing                           | Cooper T86B           | Maserati             | Goodyear           | Tony Lanfranchi | 1                    |